# 劇団ひこひこ
劇団ひこひこは日本の劇団。関西を拠点に活動するコメディ劇団。
中学校向けの学校公演、幼稚園向けの着ぐるみショーも行っている。フライヤーイラストはアメリカンコミックスのアーティストグリヒルが担当している。

## 俳優
- 神宮寺太郎 - 座長。作・演出も手掛ける。
- 五馬さとし - 看板役者。2008年に「エンペラーごま」から改名。オリジナル主題歌の作詞・作曲も手掛ける。
- アキライダー - 芸人としても活動。
- ウエマティ - オリジナル主題歌の編曲も手掛ける。
- グリーンモンスター
- 与志田重機
- おかぴけいご
- 小嶋カオリ
- 南綾郁
- 浜渡シーナ

## 主な公演
- 1998年 - 「コンビニという四角い箱の中でアイを叫ぶガラクタ達」
- 1999年 - 「マーティマクフライをアイした男」
- 2000年 - 「夢の時限爆弾」
- 2001年 - 「スペースシップナタデココGO！」「虹の話（略してニジバナ）」「コンビニという四角い箱の中でアイを叫ぶガラクタ達」
- 2002年 - 「勇気のカタチ」
- 2003年 - 「正義超人会議」
- 2004年 - 「虹の話（略してニジバナ）」「スパイ大作戦〜コードネームはリアルハンサム」
- 2005年 - 「宇宙大作戦〜スペースシップナタデココGO!」「ロリータ大作戦〜Five Lolita Maiden」
- 2006年 - 「県立ブロロロロー魔法学園高等部」「スパイ大作戦〜リアルハンサムとプリンセス７」
- 2007年 - 「魔球」「hiko2 live DX」
- 2008年 - 「宇宙刑事ジゴゾグギガダバン」
- 2009年 - 「人生ゲェム～How many is the number of roulette?」
- 2010年 - 「正義超人婚カツ」
- 2011年 - 「虹の話（略してニジバナ）」「劇団ヘッドロココとマルコの長い夜」「RPG!!」